# Aleuroglandulus striatus
Aleuroglandulus striatus là một loài côn trùng cánh nửa trong họ Aleyrodidae, phân họ Aleyrodinae.
Aleuroglandulus striatus được Sampson & Drews miêu tả khoa học đầu tiên năm 1941.